# مولينوم سميك الأوراق
مولينوم سميك الأوراق (الاسم العلمي:Mulinum crassifolium) هو نوع من النباتات يتبع جنس المولينوم من الفصيلة الخيمية.